# トロント協定
トロント協定とは、ゲノム研究の発展を支えてきた行動規範である「論文発表前のデータ共有 (pre-publication data sharing)」を他の生物医学分野にまで拡張することを定めた協定。この協定は2009年5月のトロント会議（カナダ・オンタリオ州）で採択された。会議の正式名称は「Toronto International Data Release Workshop」であり、主たる参加者は科学者、倫理学者、法律家、科学雑誌の編集者と研究費助成機関の関係者である。
トロント協定はヒトゲノムデータの迅速共有を定めたバミューダ原則 (1996年)、迅速共有の対象を研究者コミュニティにとって汎用的な価値を持つゲノムデータに拡張したフォート・ローダーデール協定 (2003年)、プロテオミクスを含めたアムステルダム協定 (2008年) の流れを汲むものである。トロント協定では迅速共有の対象を化合物の構造情報、メタボロミクス、RNAiデータ、コホート研究やバイオバンクといった生物医学研究分野一般にまで押し広げている。
トロント協定はフォート・ローダーデール協定で提示されたデータ共有体制を維持する責任のある三者「データ生産者、データ利用者と研究費助成機関」に「科学雑誌の編集者」を加え、それぞれの立場でのベストプラクティスを示している。
また、個人に由来するデータの共有については、プライバシーの保護と不正利用について細心の注意が必要であり、個人再識別に利用できないような統計処理済みデータは公開し、個人レベルのデータはアクセス制限を施す等の措置が必要であると論じている。
助成機関への推奨事項
- 利用価値の高い大規模データの取得を計画しているプロジェクトに対し、論文発表前のデータ公開を要求する
- 仮設の検証を目的とするような従来型の研究に対しては、一律に迅速公開を適用しない
- 研究費申請段階でデータ共有計画の提出を義務付ける
- データの利用頻度を追跡・評価する
- データベースを継続的に支援する

データ生産者への推奨事項
- プロジェクトの初期段階で全体計画に関する論文やウェブサイトを公表する
- データの再利用者がデータを独立に解析できるのみ十分なメタデータを提供する
- ヒトを対象として研究においては、研究対象者にデータが共有されることを十分に説明する
- 生データと解析したデータを容易に取得できるデータベースを構築する

データ利用者への推奨事項
- データ生産者に包括的な解析を最初に出版する優先権があることを尊重する
- 迅速公開されたデータはクォリティに問題がある可能性を十分に意識する
- 倫理規範に従い研究対象者の権利を侵害しないようにデータを利用する

科学雑誌の編集者への推奨事項
- 「論文公表前に共有されたデータ (prepublication data)」を利用した論文投稿に関するガイドラインを作成し、著者と査読者に周知する

トロント協定で推奨された規範はアメリカ国立衛生研究所などの助成機関、1000人ゲノムプロジェクトや Human Microbiome Project などの大型プロジェクトで採用されている。